# Nicolae Velescu
Nicolae Velescu (n.1890 - d.1947) a fost un general român care a luptat în cel de-al Doilea Război Mondial.
A absolvit Școala Militară de Ofițeri de infanterie în 1911. A fost înaintat la gradul de colonel la 1 aprilie 1936 și la gradul de general de brigadă la 10 mai 1941.

## Decorații
- Ordinul „Coroana României” în gradul de Comandor (8 iunie 1940)[2]